# Лейла Бехті
Ле́йла Бехті́ (фр. Leïla Bekhti); 6 березня 1984, Іссі-ле-Муліно, Франція) — французька акторка.

## Біографія
Народилася 6 березня 1984 року в містечку Іссі-ле-Муліно, приблизно за 7 кілометрів від Парижа. 
Старшу школу закінчувала з літературно-театральним ухилом. Там вона почала відвідувати юнацьку театральну студію. Після школи вступила на шестимісячні театральні курси, а потім — в артстудію для дорослих, що бажають вдосконалити свою акторську майстерність.
У 2005 році вперше з'явилася на знімальному майданчику, отримавши роль у фільмі «Шайтан», героїні на ім'я Жасмин. Після цього акторка була помічена багатьма режисерами.
У наступні роки зіграла в півтора десятках фільмів, серед яких є і повнометражні стрічки, і серіали французького виробництва. Найпомітніші ролі виконала у фільмах «Париже, я люблю тебе», «Пророк», «Чудове життя».
У 2016 році отримала головну роль в серіалі «Північне сонце», що принесла їй широку популярність у світі.

## Вибіркова фільмографія
| Рік  |   | Українська назва   | Оригінальна назва       | Роль   |
| ---- | - | ------------------ | ----------------------- | ------ |
| 2006 | ф | Шайтан             | Sheitan                 |        |
| 2008 | ф | Ворог держави № 1  | Mesrine                 |        |
| 2009 | ф | Пророк             | A Prophet               |        |
| 2010 | ф | Bacon on the Side  | Bacon on the Side       |        |
| 2010 | ф | Tout ce qui brille | Tout ce qui brille      |        |
| 2011 | ф | The Source         | The Source              |        |
| 2011 | ф | Крутий поворот     | Itinéraire bis          |        |
| 2011 | ф | Une vie meilleure  | Une vie meilleure       |        |
| 2013 | ф | Перед зимою        | Before the Winter Chill |        |
| 2015 | ф | L'Astragale        | L'Astragale             |        |
| 2018 | ф | На вістрі          | Beirut                  | Надя   |
| 2018 | ф | Щасливі невдахи    | Le Grand Bain           | Аманда |
| 2019 | ф | Життя на повторі   | Un homme pressé         | Жанна  |